# The Renaissance (album của Super Junior)
The Renaissance là album phòng thu thứ 10 bằng tiếng Hàn nói riêng và là album thứ 13 nói chung của nhóm nhạc nam Super Junior, do SM Entertainment phát hành vào ngày 16 tháng 3 năm 2021. Đây là album kỷ niệm sự nghiệp 15 năm ca hát của nhóm, với sự tham gia của chín thành viên bao gồm Leeteuk, Heechul, Yesung, Shindong, Eunhyuk, Donghae, Siwon, Ryeowook và Kyuhyun.

## Danh sách ca khúc
| Danh sách        | Danh sách                                                                                           | Danh sách                                | Danh sách                                                   | Danh sách                                                 | Danh sách  |
| STT              | Nhan đề                                                                                             | Phổ lời                                  | Phổ nhạc                                                    | Phối khí                                                  | Thời lượng |
| ---------------- | --------------------------------------------------------------------------------------------------- | ---------------------------------------- | ----------------------------------------------------------- | --------------------------------------------------------- | ---------- |
| 1.               | "Super"                                                                                             | JQ Ahn Young-ju Ameli                    | Kim Chang-rak Kim Soo-bin                                   | Jo Se-hee Chae Kang-hae Choi Seul-gi                      | 1:30       |
| 2.               | "House Party"                                                                                       | Yoo Young-jin                            | Christian Fast Didrik Thott Sebastian Thott Yoo Young-jin   | Christian Fast Didrik Thott Sebastian Thott Yoo Young-jin | 4:01       |
| 3.               | "Burn the Floor"                                                                                    | Jo Yoon-kyung                            | Park Ji-soo 153CreatorsClub Blair Taylor Jake K             | Park Ji-soo 153CreatorsClub Blair Taylor Jake K           | 3:45       |
| 4.               | "Paradox"                                                                                           | jane Rick Bridges                        | SQUAR jane Aisle Rick Bridges                               | SQUAR                                                     | 3:16       |
| 5.               | "Closer"                                                                                            | Agnes Shin                               | Sam Merrifield Daniel Schulz Daniel Davidsen Peter Wallevik | PhD                                                       | 3:29       |
| 6.               | "The Melody" (우리에게; Wuli Ege; lit. To You)                                                      | Park Jung-soo Kim Jong-woon Min Yeon-jae | Niclas Kings Didrik Thott Andy Love                         | Niclas Kings                                              | 3:11       |
| 7.               | "Raining Spell for Love" (làm lại) (사랑이 멎지 않게; Sarang-i Meotji Ankye; So That Love Won't Up) | Jeong Joo-hee Lee Hyuk-jae               | Teddy Riley DOM Lee Hyun-seung J.SOL                        | Hwang Seong-je                                            | 3:16       |
| 8.               | "Mystery"                                                                                           | Kim Min-ji                               | Daniel Traynor Jess Morgan Jack Morgan Coach & Sendo        | Daniel Traynor Jess Morgan Jack Morgan Coach & Sendo      | 2:57       |
| 9.               | "More Days with You" (같이 걸읅까; Gatt-i Geolokka; lit. Shall We Hang Out Together)                | Hwang Yoo-bin                            | Young Chance Voradory                                       | Voradory                                                  | 4:13       |
| 10.              | "Tell Me Baby" (하얀 거짓말; Hayan Geotjimal; lit. White Lie)                                       | Im Su-ran                                | Lee Hyo-jae Zaydro                                          | Zaydro                                                    | 3:09       |
| Tổng thời lượng: | Tổng thời lượng:                                                                                    | Tổng thời lượng:                         | Tổng thời lượng:                                            | Tổng thời lượng:                                          | 32:35      |